# Алекс Крайчек
Алекс Крайчек — вымышленный персонаж американского телесериала «Секретные материалы». Его роль исполнил актёр Николас Лиа. Впервые появился во втором сезоне, в качестве главного напарника Фокса Малдера, во время отсутствия Даны Скалли. Крайчек вырос до одного из второстепенных отрицательных персонажей, появляющихся во всех последующих эпизодах. Махинации Крайчека часто сталкивают его с Малдером, с которым у него складываются сложные отношения. Много раз Алекс выступал и как сторонник, и как противник главного злодея сериала — Курильщика, меняя свою позицию в зависимости от того, что было ему выгоднее.

## Описание персонажа
Алекс Крайчек имеет русско-американское происхождение, он сын двух иммигрантов времен Холодной войны. Если судить по внешности, ему не более тридцати лет. Впервые он появляется в эпизоде «Бессонный» второго сезона, в качестве временного напарника агента Фокса Малдера. Симпатичный и приятный в общении молодой человек с интересом относится к идеям Малдера и всеми силами пытается завоевать его доверие, не вызывая никаких подозрений. Он помогает расследовать дело о странных убийствах, всячески старается быть полезен. В телефонном разговоре со Скалли Малдер признается, что ему нравится работать с новым напарником.
Однако, далее этот положительный персонаж отчитывается о проделанной работе перед членами Консорциума. Становится очевидно, что Крайчек — агент под «прикрытием», работающий на Курильщика. Только в конце эпизода «Восхождение» Малдер, одолживший машину напарника, находит в бардачке окурки сигарет Morley. Крайчек играет важную роль в нескольких происшествиях, которые наносят ущерб Малдеру и Скалли: он способствует похищению Скалли и убийству отца Малдера (Уильяма «Билла» Малдера).
Крайчек также нападает на исполнительного директора Уолтера Скиннера и завладевает кассетой с секретными материалами Министерства обороны США, из которых было ясно, что правительство скрывает существование внеземных цивилизаций. После неудачного покушения на Скалли, приводящего к смерти её сестры, Курильщик пытается убить Крайчека с помощью бомбы, подложенной в автомобиль, но Алекс вовремя избегает смерти. Позже Крайчек продаёт секреты из зашифрованных файлов под грифом MJ по всему миру. Под влиянием вируса «Черного масла», Крайчек возвращает плёнку Курильщику в обмен на информацию о расположении корабля пришельцев, отправляется в заброшенный ракетный бункер в Северной Дакоте, где спрятан корабль. «Черное масло» выходит из Крайчека, оставляя его запертым в бункере рядом с кораблём.
В следующий раз Крайчека обнаруживают во время рейда ФБР и забирают под надзор Малдера и Скалли. Они узнают, что Алекс был нанят военной экстремистской группировкой в Северной Дакоте, он сообщает им, что агенты могут отследить источник внеземных камней, привезённых в Америку иностранным дипломатом из ГУЛАГа. Потом выясняется, что Алекс знает русский язык, обозвав Малдера нецензурными словами «Тварь», «Паскуда», «Мудак нехороший».
Поиски приводят Крайчека и Малдера к Тунгуске, где их удерживают взаперти, пока Крайчек пытается ловкостью получить свободу. Малдер сам совершает побег, забирая с собой Алекса, который находится без сознания. Когда он приходит в себя, то отстает в лесу, после чего его захватывает странная группа русских — у всех них нет левой руки. Новые сибирские друзья, по доброте душевной, решили помочь своему товарищу и бывшему соотечественнику, ампутировав Крайчеку руку, чтобы того не использовали в экспериментах с «чёрным маслом». В конечном счёте, с этой группировкой Крайчек получает гораздо более значительную роль. Оказалось, что он давно знаком с совершившим несколько диверсий против Синдиката агентом КГБ и убийцей Василием Песковым, который знает его как «товарища Арнцена» (вероятно, псевдоним для передачи сообщений или фамилия одного из родителей до заключения брака) («Терма»). Он даже заводит романтические отношения с их секретарём, Маритой Коваррубиас (которая, в свою очередь, использует Алекса в своих собственных целях для оказания помощи Малдеру). Из-за этих двойных связей Крайчека временно берёт в заложники Человек-с-хорошим-маникюром. Позже Крайчек является к Малдеру в качестве дружественного вестника с сообщением, что война началась, и что Малдер должен либо сопротивляться, либо подчиниться.
Позже в сериале Крайчек переходит с одной стороны на другую тогда, когда это удобно ему, время от времени помогая Малдеру, Курильщику и другим персонажам. Он пытается шантажировать Скиннера с помощью инфицирования нановирусом, но заканчивается эта затея тем, что Курильщик запирает его в Тунисской тюрьме. В финале 7 сезона, в эпизоде «Реквием» осуществляет попытку убить Курильщика, прикованного теперь к инвалидному креслу, сталкивая его вниз по лестнице. Позже, когда Малдер оказывается похищен пришельцами и возвращен в чуть живом состоянии, Крайчек снова пытается шантажировать Скиннера с целью спасения жизни Малдера. Скиннер отказывается, и у Алекса перед побегом выходит жестокое столкновение с Джоном Доггеттом.
В финальном эпизоде 8-го сезона «Существование», во время неудачного покушения на жизнь Малдера, Крайчека убивает выстрелом Скиннер. Призрак Алекса является Малдеру в конце девятого сезона, чтобы помочь ему сбежать из комплекса Маунт-Везер, а затем, как и Мистер X, присутствует вместе с Фоксом в тюрьме и на суде, говоря, что «Без меня ты не справишься».

## Интересные факты
- Первоначально роль Алекса Крайчека была предложена Каллуму Киту Ренни, который отверг её, а позже появился в паре эпизодов в качестве «приглашенной звезды».
- Крайчек не появляется в первом сезоне, но у Николаса Лиа в нём есть маленькая роль посетителя ночного клуба Майкла в эпизоде «Транссексуал»
- Когда Николас появился в сериале в роли Крайчека, продюсеры были убеждены, что убьют персонажа, если актёр не справится со своей работой[11].
- Крайчек первоначально был создан сценаристом Говардом Гордоном в качестве временной замены Скалли (на 3 серии), как напарника Малдера, в итоге он вырос в персонаж, который существовал в течение семи сезонов[12].